# Библиотека Анджелика
Библиотека Анджелика (итал. Biblioteca Angelica) — публичная библиотека, расположенная в Риме, напротив площади Пьяцца Сант-Агостино, рядом с церковью Сант-Агостино, недалеко от площади Пьяцца Навона.

## История
Библиотека была основана в 1604 году Анджело Роккой (1546—1620) и принадлежала августинскому монастырю. Будучи открытой для публики с 1609 года, она считается старейшей публичной библиотекой в Европе наряду с библиотекой Амброзиана в Милане.
С 1940 года в библиотеке размещался архив Академии Аркадии. С 1975 года библиотека находится в ведении министерства культуры.
Библиотека насчитывает более 200 000 томов рукописей (среди них кодекс Ангеликус) и 1100 инкунабул, которые ранее принадлежали августинцам. Эти работы важны как источник знаний об истории Реформации и Контрреформации.